# Коксейде
Коксейде (на нидерландски: Koksijde) е селище в Северозападна Белгия, окръг Вьорне на провинция Западна Фландрия. Населението му е около 21 300 души (2006).